# Мадилия (город, Миннесота)
Мадилия (англ. Madelia) — город в округе Уотонуан, штат Миннесота, США. На площади 3,2 км² (3,2 км² — суша, водоёмов нет), согласно переписи 2002 года, проживают 2340 человек. Плотность населения составляет 724,5 чел./км².
- Телефонный код города — 507
- Почтовый индекс — 56062
- FIPS-код города — 27-39230[1]
- GNIS-идентификатор — 0647358[2]